# The will of runes
The will of Runes, Live 94/97/98 is een livealbum van Runes Order. Het album is officieel nooit uitgegeven, maar waarschijnlijk heeft Runes Order er in totaal 350 van gebrand op een cd-r. De eerste oplage bestond uit 300 stuks, waarbij op de cd-r te titel Live 94-98 is meegegeven. De tweede oplage van 50 stuks hebben dat laatste niet, doch wel een stempelmarkering Second edition. Alle exemplaren zijn handgenummerd. Het album bevat opnamen tijdens concerten gegeven door Runes Order, en heeft een bootlegachtig karakter (soms houdt de muziek ineens op).

## Musici
- Claudio Dondo – synthesizers, elektronica
- anonieme zanger

## Muziek
| Nr. | Titel           | Duur  |
| --- | --------------- | ----- |
| 1.  | Settore 09      | 4:32  |
| 2.  | Signals / Will  | 12:23 |
| 3.  | Land of silence | 6:37  |
| 4.  | Hate            | 5:08  |
| 5.  | Truth           | 3:29  |
| 6.  | B.M.I.          | 6:45  |
| 7.  | New golden age  | 5:26  |
| 8.  | Endless         | 3:29  |
| 9.  | Last farewell   | 8:56  |